# Expedição genovesa às Índias Orientais
A Expedição Genovesa às Índias Orientais, ou simplesmente a expedição genovesa, foi uma viagem marítima lançada em 1648 pela República de Génova com o objetivo de estabelecer uma presença genovesa nas Índias Orientais. A expedição terminou em 1649 com a rendição dos navios genoveses à Companhia Holandesa das Índias Orientais.

## Antecedentes
Desde o início, a expedição genovesa às Índias Orientais enfrentou oposição tanto dos portugueses como dos holandeses, cujos poderes marítimos já estavam bem estabelecidos na região. Já em 1647, o embaixador português em Haia, Francisco de Sousa Coutinho, tinha sido informado desde Lisboa sobre os planos genoveses.
Em julho, Sousa Coutinho já tinha alertado a Companhia Holandesa das Índias Orientais sobre o aparecimento de concorrentes genoveses e concordado em colaborar com eles para eliminar a ameaça. Em setembro, tanto o rei D. João IV de Portugal, como o conselho governativo da VOC, os "Dezassete", enviaram ordens aos seus oficiais em Goa e Batavia, instruindo-os a bloquear a expedição genovesa. A 14 de setembro, João IV escreveu também ao seu agente em Génova, Giovanni Giudice Fiesco, manifestando indignação por "alguns mercadores daquela cidade estarem a formar uma companhia e a preparar navios para entrar nos territórios da Índia", o que violava o monopólio português sobre o comércio indiano. Acrescentou que os genoveses poderiam obter especiarias de forma mais segura e barata através de Lisboa.
Apesar disso, a República de Génova deu apoio oficial à iniciativa. A 4 de julho de 1647, o Senado concedeu à recém-formada "Compagnia di Negotio" (CGIO), uma companhia comercial com um capital de 100.000 scudi, o monopólio do comércio com as Índias Orientais.
O explorador Jan Janszoon Struys relata na sua obra que dois navios: o São João Baptista, no qual embarcou e que estava armado com 28 canhões, e o São Bernardo, equipado com 26 canhões, zarparam de Texel a 4 de janeiro de 1648, após algum atraso, sob o comando de John Maas. Após uma viagem tempestuosa de dois meses, os navios chegaram a Génova a 25 de fevereiro de 1648.
Lá, o Doge de Génova comissionou ambos os navios para uma expedição às Índias Orientais, com o objetivo de abrir o comércio com as Índias Orientais, particularmente com o Japão e os seus vizinhos, e estabelecer uma presença genovesa nas Índias.
A 12 de abril ou a 5 de março,, completamente carregada com mantimentos, armas e uma tripulação composta em dois terços por holandeses, a expedição voltou a zarpar, iniciando uma viagem planeada para durar três anos.

## Expedição
Os navios genoveses atravessaram o Estreito de Gibraltar seis semanas após a partida e continuaram rumo sul ao longo da costa ocidental africana, enfrentando corsários berberes, fazendo paragens para reabastecimento nas Ilhas de Cabo Verde, e encontrando-se com habitantes da Serra Leoa. A 13 de outubro de 1648, chegaram a Madagáscar, fundeando na Baía de Antongil. Lá, foram recebidos por malgaxes armados, contudo, teve lugar uma reunião entre o comandante Jan Maas e o chefe Diembro, um antigo escravo de Maas que entendia holandês.
A estadia em Madagáscar prolongou-se durante vários meses devido aos ventos das monções. No outono, Jan Benning morreu, e surgiu um conflito sobre qual dos dois capitães deveria sucedê-lo. No fim, Maas resolveu o assunto ao prender um deles, Harmen Voogd, e nomear Hendrik Christiaensz para o seu lugar.
Após uma estadia de meio ano, a expedição retomou o rumo a 16 de março de 1649, e chegou ao arquipélago indonésio perto de Sumatra em junho. Ali, os genoveses inicialmente fizeram um acordo com as autoridades locais para adquirir uma carga de pimenta. Contudo, alguns habitantes locais resistiram ao comércio, confundindo a bandeira genovesa com a inglesa, provavelmente devido ao uso partilhado da Cruz de São Jorge. Anos antes, o inglês John Weddell deixara má reputação na região como pirata e devedor.
Em resposta, os genoveses capturaram dois juncos do Sultanato de Achém. Segundo Reysen, a tripulação italiana cometeu agressões sexuais contra uma mulher capturada e atirou homens de Sumatra borda fora.
Os genoveses continuaram a atacar juncos achemeses durante várias semanas até encontrarem uma frota de 14 navios da Companhia Holandesa das Índias Orientais, enviados de Batavia pelo governador-geral., mais tarde reforçada com um navio de guerra. Reconhecendo a ameaça ao seu monopólio comercial e à paz regional, a VOC forçou o comandante Maas a içar velas brancas e render-se. Os navios foram escoltados até Batavia, capital do império asiático holandês.

## Consequências
À chegada a Batavia, a 26 de abril ou 12 de julho, a tripulação foi interrogada pelo capitão van der Meulen com ordens formais de Heer van der Lijn, então Governador-Geral das Índias Orientais Holandesas, com Jan Maas a falecer pouco depois da chegada. Após cerca de duas semanas detidos, os restantes membros da tripulação apresentaram um pedido de libertação, que foi concedido. Embora tecnicamente culpados de ameaçar os interesses comerciais da VOC, foram poupados, provavelmente devido a tratados de amizade entre a Génova e a República Holandesa, e à escassez de pessoal da VOC.
Muitos tripulantes, incluindo Struys, receberam propostas para integrar a VOC. Struys assinou um contrato de três anos como mestre velador por 18 florins por mês, o mesmo salário que auferia ao serviço de Génova.
Alguns dos outros tripulantes regressaram a casa, preocupados com o destino dos 312.000 reais em letras de câmbio apreendidas pelos holandeses.
A apreensão causou um incidente diplomático entre Génova e os Estados Gerais, mas nenhuma das partes desejava um confronto aberto. Génova dependia das remessas de cereais holandeses, e os holandeses queriam manter boas relações com um porto rico e neutro. A correspondência arrastou-se por mais de dois anos.
A 13 de agosto de 1650, o governo genovês protestou contra a apreensão dos seus navios, alegando que a expedição não representava ameaça aos interesses holandeses e tinha sido preparada abertamente de boa-fé. A carta insinuava que o cônsul holandês Muilman falhara em alertar os Estados Gerais, mas não fazia acusações diretas, provavelmente devido à posição legal sólida da VOC. Génova exigiu compensação e enviou Gio Batta Cattaneo a Haia.
Mais tarde, em dezembro de 1650, chegou a confirmação de que ambos os navios tinham sido "miseravelmente destruídos" em Batavia.